# Mandat de percheziție
Mandatul de percheziție este un ordin judecătoresc emis de un magistrat (judecător sau procuror) pentru a autoriza poliția să efectueze o percheziție a unei persoane, a unei locații sau a unui vehicul pentru evidențe ale unei infracțiuni și pentru a confisca orice dovezi pe care le-au găsit. În majoritatea țărilor, un mandat de percheziție nu poate fi emis în sprijinul procesului civil.
Jurisdicțiile care respectă supremația dreptului și dreptul la confidențialitate constrâng puterile poliției și, de obicei, necesită mandate de percheziție sau o procedură echivalentă pentru perchezițiile efectuate de poliție în cursul unei anchete penale. 